# Hypochthonella caeca
Hypochthonella caeca China & Fennah, 1952, è un insetto dell'Ordine dei Rincoti Omotteri, Superfamiglia dei Fulgoroidei, unica specie rappresentata nella famiglia Hyphochthonellidae China & Fennah, 1952.
La specie è presente nella regione afrotropicale ed ha affinità morfologiche con la famiglia Gengidae, anch'essa africana, da cui si distingue per il colore bianco del corpo, lo sviluppo ridotto delle ali e degli occhi e per l'habitat ipogeo. L'habitus morfologico è attribuito all'adattamento alla vita ipogeica e presenta diverse analogie con altri Fulgoroidei con abitudini simili.
È un insetto fitomizo che, allo stadio sia adulto sia giovanile, vive sotto la superficie del terreno, nutrendosi a spese delle radici. Fra le piante di interesse agrario attaccate da questa specie si annoverano il mais, il tabacco e l'arachide.